# Top Model Curves
Top Model Curves là một chương trình truyền hình thực tế của vùng Scandinavia, dựa trên chương trình America’s Next Top Model của Tyra Banks. Chương trình này là phiên bản thứ hai sau Top Model và đã quay lại sau 10 năm ngưng phát sóng với 18 thí sinh ngoại cỡ từ 3 nước của Scandinavia sẽ cạnh tranh với nhau trong nhiều thử thách khác nhau để xác định ai sẽ giành được danh hiệu "Top Model" của Scandinavia cùng với một hợp đồng người mẫu và các giải thưởng khác với hy vọng về một tương lai thành công trong ngành người mẫu. Chương trình được host bởi ca sĩ và nhà soạn nhạc người Đan Mạch Lina Rafn, nhà báo thời trang và phóng viên truyền hình người Na Uy Janka Polliani và nhà tạo mẫu thời trang người Thụy Điển Jonas Hallberg.
Người chiến thắng của chương trình là Ronja Manfredsson, 19 tuổi từ Gräsö, Thụy Điển. Cô giành được: 1 hợp đồng người mẫu với MiLK Management ở Luân Đôn, lên ảnh bìa tạp chí SLiNK và chiến dịch quảng cáo cho đồ lót Change.

## Mùa
| Mùa | Phát sóng           | Quán quân         | Á quân          | Các thí sinh theo thứ tự bị loại | Tổng số thí sinh | Điểm đến quốc tế |
| --- | ------------------- | ----------------- | --------------- | --- | ---------------- | ---------------- |
| 1   | 30 tháng 8 năm 2016 | Ronja Manfredsson | Malene Sørensen | Janina Karlman, Martine Halvorsen (bỏ cuộc), MC Christensen, Linda Selmoni, Anne-Mette Tassing, Mette Elofsson, Charlotte Bø, Guro Mangen, Helena Thompson, Kathleen Ladani, Paulina Perger, Benedicte Haugaard, Lovisa Reuter, Maria Esbo, Jannie Gefle, Aida Sowe | 18               | Lisbon           |

## Các thí sinh
(Tuổi tính từ ngày dự thi)
| Đến từ    | Thí sinh           | Tuổi | Chiều cao               | Quê quán       | Bị loại ở | Hạng         |
| --------- | ------------------ | ---- | ----------------------- | -------------- | --------- | ------------ |
| Thụy Điển | Janina Karlman     | 20   | 1,79 m (5 ft 10+1⁄2 in) | Arjeplog       | Tập 2     | 18           |
| Na Uy     | Martine Halvorsen  | 18   | 1,73 m (5 ft 8 in)      | Nesodden       | Tập 2     | 17 (bỏ cuộc) |
| Đan Mạch  | MC Christensen     | 27   | 1,69 m (5 ft 6+1⁄2 in)  | Vejle          | Tập 2     | 16           |
| Na Uy     | Linda Selmoni      | 18   | 1,78 m (5 ft 10 in)     | Jotunheimen    | Tập 4     | 15           |
| Đan Mạch  | Anne-Mette Tassing | 25   | 1,69 m (5 ft 6+1⁄2 in)  | Aarhus         | Tập 6     | 14           |
| Thụy Điển | Mette Elofsson     | 21   | 1,65 m (5 ft 5 in)      | Stockholm      | Tập 8     | 13           |
| Na Uy     | Charlotte Bø       | 18   | 1,77 m (5 ft 9+1⁄2 in)  | Oslo           | Tập 10    | 12           |
| Na Uy     | Guro Mangen        | 20   | 1,70 m (5 ft 7 in)      | Oslo           | Tập 12    | 11           |
| Đan Mạch  | Helena Thompson    | 20   | 1,68 m (5 ft 6 in)      | Randers        | Tập 14    | 10           |
| Đan Mạch  | Kathleen Ladani    | 23   | 1,85 m (6 ft 1 in)      | Kongens Lyngby | Tập 18    | 9            |
| Thụy Điển | Paulina Perger     | 19   | 1,71 m (5 ft 7+1⁄2 in)  | Helsingborg    | Tập 19    | 8            |
| Na Uy     | Benedicte Haugaard | 25   | 1,72 m (5 ft 7+1⁄2 in)  | Drammen        | Tập 20    | 7            |
| Thụy Điển | Lovisa Reuter      | 27   | 1,74 m (5 ft 8+1⁄2 in)  | Stockholm      | Tập 21    | 6            |
| Thụy Điển | Maria Esbo         | 21   | 1,84 m (6 ft 1⁄2 in)    | Stockholm      | Tập 23    | 5            |
| Na Uy     | Jannie Gefle       | 25   | 1,74 m (5 ft 8+1⁄2 in)  | Oslo           | Tập 24    | 4            |
| Đan Mạch  | Aida Sowe          | 23   | 1,82 m (5 ft 11+1⁄2 in) | Copenhagen     | Tập 24    | 3            |
| Đan Mạch  | Malene Sørensen    | 23   | 1,80 m (5 ft 11 in)     | Valby          | Tập 24    | 2            |
| Thụy Điển | Ronja Manfredsson  | 19   | 1,80 m (5 ft 11 in)     | Gräsö          | Tập 24    | 1            |

## Thứ tự gọi tên
| 1  | Aida Lovisa Malene Maria Mette Paulina | Malene                                                                 | Kathleen Ronja | Paulina   | Maria     | Kathleen  | Malene    | Ronja              | Ronja     | Maria     | Malene | Ronja       | Aida   | Ronja  |  |  |  |  |  |  |  |
| 2  | Aida Lovisa Malene Maria Mette Paulina | Aida Anne-Mette Charlotte Guro Jannie Lovisa Maria Mette Paulina Ronja | Kathleen Ronja | Benedicte | Guro      | Jannie    | Ronja     | Malene             | Aida      | Aida      | Ronja  | Maria       | Ronja  | Malene |  |  |  |  |  |  |  |
| 3  | Aida Lovisa Malene Maria Mette Paulina | Aida Anne-Mette Charlotte Guro Jannie Lovisa Maria Mette Paulina Ronja | Mette          | Malene    | Malene    | Benedicte | Paulina   | Aida               | Jannie    | Ronja     | Maria  | Malene      | Jannie | Aida   |  |  |  |  |  |  |  |
| 4  | Aida Lovisa Malene Maria Mette Paulina | Aida Anne-Mette Charlotte Guro Jannie Lovisa Maria Mette Paulina Ronja | Guro           | Maria     | Lovisa    | Malene    | Aida      | Jannie             | Benedicte | Jannie    | Jannie | Aida Jannie | Malene | Jannie |  |  |  |  |  |  |  |
| 5  | Aida Lovisa Malene Maria Mette Paulina | Aida Anne-Mette Charlotte Guro Jannie Lovisa Maria Mette Paulina Ronja | Maria          | Aida      | Helena    | Helena    | Lovisa    | Lovisa             | Malene    | Malene    | Aida   | Aida Jannie | Maria  |        |  |  |  |  |  |  |  |
| 6  | Aida Lovisa Malene Maria Mette Paulina | Aida Anne-Mette Charlotte Guro Jannie Lovisa Maria Mette Paulina Ronja | Aida           | Lovisa    | Jannie    | Ronja     | Jannie    | Maria              | Lovisa    | Lovisa    | Lovisa |             |        |        |  |  |  |  |  |  |  |
| 7  | Martine                                | Aida Anne-Mette Charlotte Guro Jannie Lovisa Maria Mette Paulina Ronja | Helena         | Helena    | Paulina   | Lovisa    | Maria     | Paulina            | Maria     | Benedicte |        |             |        |        |  |  |  |  |  |  |  |
| 8  | Benedicte Jannie Kathleen Linda Ronja  | Aida Anne-Mette Charlotte Guro Jannie Lovisa Maria Mette Paulina Ronja | Benedicte      | Ronja     | Aida      | Aida      | Benedicte | Benedicte Kathleen | Paulina   | Paulina   |        |             |        |        |  |  |  |  |  |  |  |
| 9  | Benedicte Jannie Kathleen Linda Ronja  | Aida Anne-Mette Charlotte Guro Jannie Lovisa Maria Mette Paulina Ronja | Malene         | Jannie    | Benedicte | Maria     | Kathleen  | Benedicte Kathleen | Kathleen  |           |        |             |        |        |  |  |  |  |  |  |  |
| 10 | Benedicte Jannie Kathleen Linda Ronja  | Aida Anne-Mette Charlotte Guro Jannie Lovisa Maria Mette Paulina Ronja | Charlotte      | Kathleen  | Kathleen  | Paulina   | Helena    |                    |           |           |        |             |        |        |  |  |  |  |  |  |  |
| 11 | Benedicte Jannie Kathleen Linda Ronja  | Aida Anne-Mette Charlotte Guro Jannie Lovisa Maria Mette Paulina Ronja | Lovisa         | Guro      | Ronja     | Guro      |           |                    |           |           |        |             |        |        |  |  |  |  |  |  |  |
| 12 | Benedicte Jannie Kathleen Linda Ronja  | Kathleen                                                               | Jannie         | Charlotte | Charlotte |           |           |                    |           |           |        |             |        |        |  |  |  |  |  |  |  |
| 13 | Guro                                   | Benedicte Helena                                                       | Paulina        | Mette     |           |           |           |                    |           |           |        |             |        |        |  |  |  |  |  |  |  |
| 14 | Charlotte                              | Benedicte Helena                                                       | Anne-Mette     |           |           |           |           |                    |           |           |        |             |        |        |  |  |  |  |  |  |  |
| 15 | Anne-Mette                             | Linda                                                                  |                |           |           |           |           |                    |           |           |        |             |        |        |  |  |  |  |  |  |  |
| 16 | Helena                                 |                                                                        |                |           |           |           |           |                    |           |           |        |             |        |        |  |  |  |  |  |  |  |
| 17 | MC                                     |                                                                        |                |           |           |           |           |                    |           |           |        |             |        |        |  |  |  |  |  |  |  |
| 18 | Janina                                 |                                                                        |                |           |           |           |           |                    |           |           |        |             |        |        |  |  |  |  |  |  |  |

     Thí sinh bị loại trước khi vào phòng đánh giá
     Thí sinh có tấm ành đẹp nhất
     Thí sinh dừng cuộc thi
     Thí sinh bị loại
     Thí sinh được miễn loại
     Thí sinh chiến thắng cuộc thi
- Ở tập 1, Janina bị loại vì có phần trình diễn thời trang tệ nhất trong thử thách.
- Ở tập 2, Martine dừng cuộc thi trong phòng đánh giá vì chấn thương ở chân.
- ở tập 6, 1 nửa thí sinh được miễn loại trong phòng đánh giá vì có bức ảnh nhóm đẹp nhất.
- Ở tập 20, Paulina đã bị loại sau khi buổi đánh giá tuần trước vì hành vi của cô.
- Ở tuần 11 và 12, có 2 buổi loại trừ khác nhau.

### Buổi chụp hình
- Tập 2: Tạo dáng cùng động vật biển theo nhóm
- Tập 4: Tạo dáng trên xe buýt
- Tập 6: Quảng cáo tóc Babyliss theo cặp
- Tập 7: Vận động viên thể dục
- Tập 8: Tay lướt sóng
- Tập 9: Tạo dáng bằng đôi mắt trên mặt nước
- Tập 10: Người đàn bà quyến rũ lạ thường
- Tập 11: Phong cách David Bowie
- Tập 12: Phong cách James Bond
- Tập 14: Đồ lót
- Tập 16: Đồ tắm CHANGE với người mẫu nam
- Tập 17: Tạo dáng lại kiểu các ảnh bìa của người nổi tiếng
- Tập 18: Tạo dáng trong váy đen
- Tập 19: Bộ sưu tập mùa đông Helly Hansen
- Tập 21: Haute couture
- Tập 22: Tạo dáng với ngựa
- Tập 23: Trình diễn thời trang cho nhà thiết kế Lidija Kolovrat
- Tập 24: Ảnh bìa tạp chí SLiNK